# Мілан Борян
Мілан Борян (англ. Milan Borjan, нар. 23 жовтня 1987, Книн) — канадський футболіст сербського походження, воротар клубу «Црвена Звезда» та національної збірної Канади.

## Клубна кар'єра

### Юність
Борян народився 23 жовтня 1987 року в Книні, Югославія (нині — Хорватія) в сім'ї сербів Міряни і Бошко. Він жив у Книні до закінчення війни. Мілан знайшов притулок у Белграді, де почав грати у футбол у складі «Радничок» перед тим, як емігрувати разом зі своєю родиною в Гамільтон, провінція Онтаріо, Канада. Там він був помічений скаутами «Боки Хуніорс», яка в 2005 році включила його до складу юнацької команди. Через два роки він перейшов до складу «Рівер Плейта» — головного суперника «Боки», — де також виступав за дубль. У проміжку між виступами за два аргентинських клуби він також встиг пограти за молодіжну команду уругвайського «Насьйоналя». Коли головний тренер «Рівер Плейта» місце воротаря основи віддав Везі, Борян більше не хотів чекати і вирішив перейти в іншу команду з вищого аргентинського дивізіону «Кільмес», де став частиною основної команди.

### «Рад»
У січні 2009 року, після декількох років в Південній Америці, Мілан повернувся до Сербії і підписав контракт з клубом сербської Суперліги белградським «Радом». У Боряна були проблеми з потраплянням першу команду, оскільки він був лише третім воротарем з самого моменту появи в клубі. Однак проблеми з отриманням дозволу на роботу основного воротаря і травма другого зробили Боряна єдиним доступним воротарем в команді. Мілан дебютував у складі клубу 16 серпня 2009 року у матчі проти «Смедерево», який завершився перемогою 3:2. Мілан продовжував справляти враження і восени 2010 року Мілан закріпився у стартовому складі, зігравши поспіль дев'ять матчів на «нуль». Борян довів, що він є одним з найкращих воротарів чемпіонату Сербії, зайнявши разом з клубом четверте місце з 52 очками, що забезпечило йому місце в кваліфікації Ліги Європи УЄФА 2011/12.

### «Сівасспор»

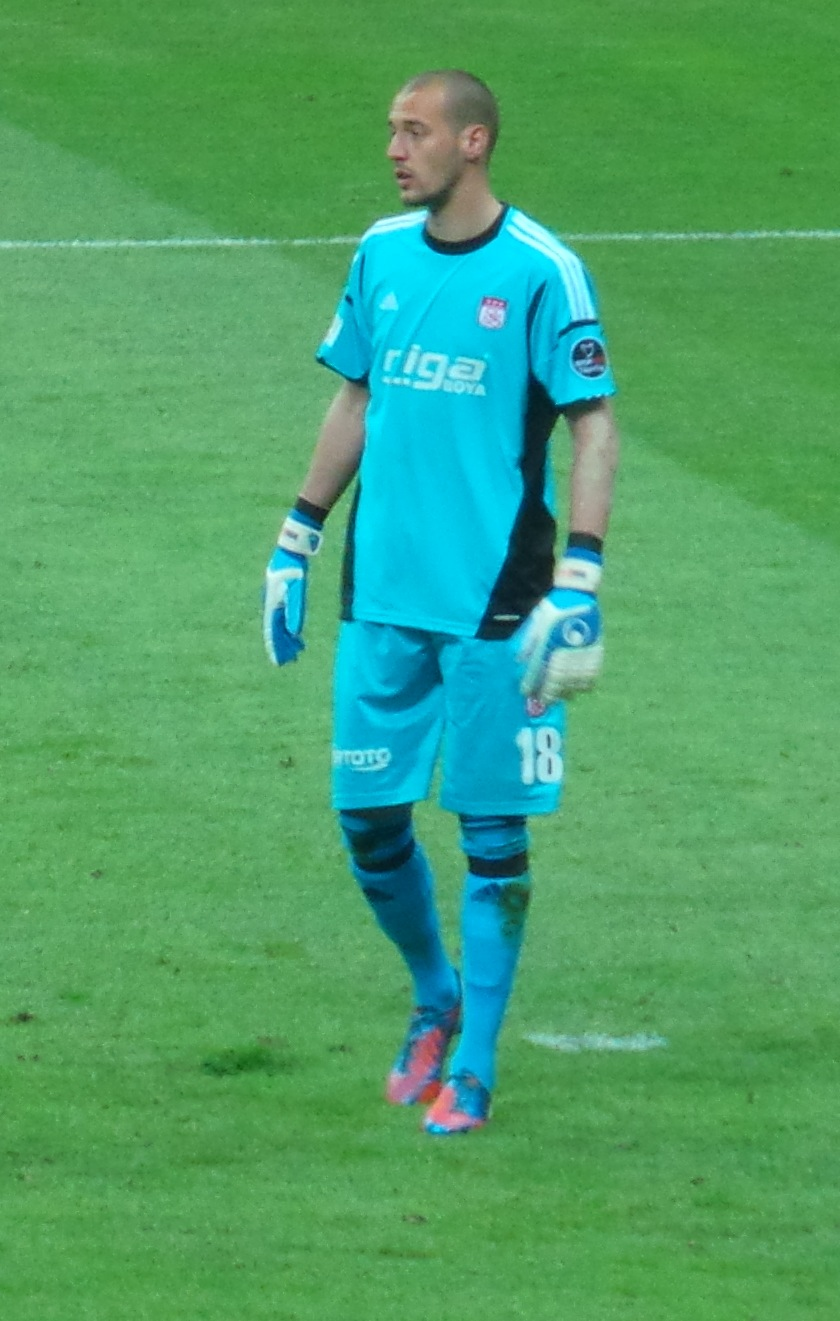
Мілан Борян у складі «Сівасспора». 5 травня 2013 року.

Після Золотого кубка КОНКАКАФ 2011 і безлічі спекуляцій Борян завершив перехід в турецький «Сівасспор» за нерозголошену ціну. Борян дебютував у чемпіонаті Туреччини 11 вересня в матчі проти «Карабюкспора», який завершився поразкою 1:2. Після того як Борян став основним гравцем команди, він домігся кількох вражаючих результатів, в тому числі сухий матч проти «Фенербахче». 27 листопада, в матчі проти «Галатасарая», який завершився поразкою «Сівасспора» 1:2, Борян отримав удар головою від Енгіна Байтара, який отримав червону картку на 81-й хвилині.
Через брак ігрового часу в Туреччині наприкінці лютого 2012 року було оголошено про те, що Борян відправився в оренду в румунський «Васлуй» до кінця сезону з можливістю подальшого викупу. Після переходу в клуб Борян відразу зайняв місце в основному складі, залишивши ворота «на замку» в 16 матчах чемпіонату. Це допомогло зайняти клубу друге місце і потрапити до Ліги чемпіонів.
Після завершення терміну оренди Борян повернувся у стартовий склад «Сівасспора» 2 вересня 2012 року в третьому матчі сезону 2012/13 проти «Фенербахче», що завершився нічиєю 0:0. На початку лютого 2014 року контракт Боряна з «Сівасспором» був розірваний через брак ігрового часу під керівництвом нового тренера Роберто Карлоса. Після розриву контракту з'явилися повідомлення з Італії та Сербії про перехід в «Наполі» в червні, оскільки Турецька футбольна федерація заблокувала перехід в січні, проте перехід і цього разу не відбувся.

### Болгарія
12 вересня 2014 року він, як повідомлялося, перейшов в клуб боснійської Прем'єр-ліги «Сараєво» як вільний агент, але в останній момент прийняв пропозицію болгарського «Лудогорця», що кваліфікувався в груповий етап Ліги чемпіонів. Через чотири дні після переходу Борян дебютував за клуб в гостьовому матчі групового етапу Ліги чемпіонів проти «Ліверпуля». Гравець збірної Канади зіграв в основній сітці Ліги чемпіонів вперше з 2007 року, коли ворота «Русенборга» захищав Ларс Гіршфельд. Хоч «Лудогорцю» і вдалося зрівняти рахунок в додатковий час, Борян, порушивши правила на Хаві Манкільйо, заробив пенальті, який реалізував капітан «Ліверпуля» Стівен Джеррард, принісши своєму клубу перемогу з рахунком 2:1. В підсумку Мілан так і не став основним воротарем, програвши конкуренцію Владиславу Стоянову, тому на початку 2015 року покинув клуб.
15 лютого 2015 року Борян підписав контракт на один рік з клубом сербської Суперліги «Раднички» (Ниш), відкидаючи інтерес з боку «Сараєво». В нишській команді Мілан став основним воротарем, зігравши у 15 матчах, але після завершення сезону Борян відхилив новий контракт і вирішив повернутися в «Лудогорець», підписавши 2 червня 2015 року контракт на три роки. Проте і цього разу канадець залишився другим воротарем команди після Стоянова і рідко виходив на поле. Наразі встиг відіграти за команду з міста Разграда 15 матчів в національному чемпіонаті.

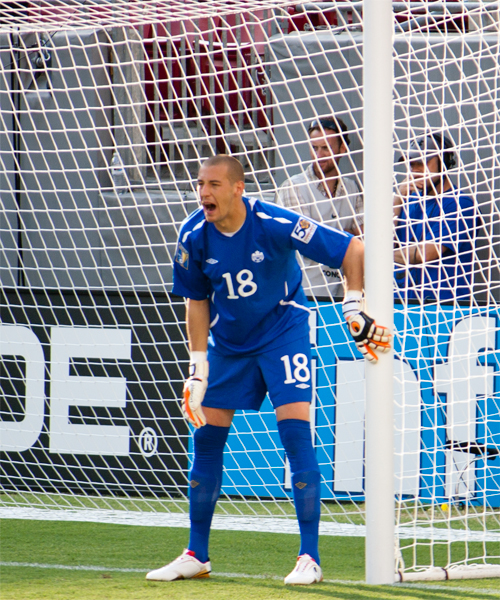
Мілан Борян у складі збірної Канади. 11 червня 2011 року.

## Виступи за збірну
У листопаді 2010 року Мілан заявив, що вирішив представляти на міжнародному рівні Канаду, навіть маючи інтерес з боку Сербії. 3 лютого 2011 року Борян був викликаний до складу національної збірної Канади на товариський матч проти Греції. У цьому матчі, який відбувся в Ларисі і завершився поразкою канадців з рахунком 0:1, Борян дебютував у складі команди. Борян став одним з трьох гравців збірної Канади, які дебютували на міжнародному рівні в матчі проти Греції — двома іншими стали Тозейнт Рікеттс і Девід Едгар. 
Влітку того ж року Мілан потрапив в заявку на Золотий кубок КОНКАКАФ 2011, який став для нього першим міжнародним турніром. 1 червня року Борян вперше зіграв на домашньому полі на стадіоні «Бімо Філд» у матчі проти збірної Еквадору, який завершився внічию 2:2. Мілан дебютував на Золотому кубку 11 червня в матчі проти Гваделупи на стадіоні імені Реймонда Джеймса, в якому канадці здобули перемогу з рахунком 1:0. 12 червня 2012 року він вийшов у стартовому складі у відбірковому матчі чемпіонату світу 2014 проти Гондурасу через відсутність основного воротаря Ларса Гіршфельда. Наступного року у складі збірної був учасником розіграшу Золотого кубка КОНКАКАФ 2013 року у США.
Наразі провів у формі головної команди країни 66 матчів.

## Титули і досягнення
- Чемпіон Болгарії (1):

«Лудогорець»: 2015-16
- Чемпіон Сербії (6):

«Црвена Звезда»: 2017-18, 2018-19, 2019-20, 2020-21, 2021-22, 2022-23
- Володар Кубка Сербії (3):

«Црвена Звезда»: 2020-21, 2021-22, 2022-23